# 시라유키 히메
시라유키 히메(일본어: 白雪 ひめ, 한국명: 정소미)는 도에이 애니메이션의 애니메이션 해피니스 차지 프리큐어!에 등장하는 가공의 인물이다. 애니메이션 성우는 한 메구미(일본판) / 윤미나(한국판)이다.

## 프로필
※. 일본판 / 한국판 順
| 시라유키 히메 / 정소미 | 시라유키 히메 / 정소미 |
| ---------------------- | --- |
| 본명                   | 히메르다 윈도 큐어퀸 오브 더 블루스카이(ヒメルダ・ウインドウ・キュアクイーン・オブ・ザ・ブルースカイ) 소미엘더 윈도 큐어퀸 오브 더 블루스카이 |
| 성별                   | 여자 |
| 생일                   | 4월 1일 |
| 별자리                 | 양자리 |
| 신분                   | 학생, 블루스카이 왕국 공주 |
| 소속                   | 블루스카이 왕국, 사립 피카리가오카학원 |
| 가족관계               | 아버지, 어머니 |
| 포지션                 | 주연, 히로인 |
| 변신체                 | 큐어 프린세스 |
| 상징색                 | 하늘색 |
| 등장 프리큐어 시리즈   | 해피니스 차지 프리큐어! |

## 인물
해피니스 차지 프리큐어!에 등장하는 인물. 지구상에 있는 작은나라인 블루스카이 왕국에서 온 공주로 환영제국에 의해 점령되어 지배를 받게되면서 나라를 떠나 일본으로 오게 되었으며 겁쟁이라 싸움 도중 도망가게 되어서 일본에 왔어도 친구를 사귀지 못하고 있다가 아이노 메구미를 만나면서 친해지게 된다. 
본명은 히메르다 윈도 큐어퀸 오브 더 블루스카이(ヒメルダ・ウインドウ・キュアクイーン・オブ・ザ・ブルースカイ)(한국판에서는 소미엘더 윈도 큐어퀸 오브 더 블루스카이)이며 시라유키 히메라는 이름은 일본에서의 생활을 위해 지은 가명이다. 
일본에 있는 블루스카이 왕국 대사관에 지내는 편이며 촐싹거리는 성격이지만 성적이 우수하여 영어를 잘하는 편이다. 
초반까지는 겁이 많아서 도망을 치는 성격이라 도망을 잘간다는 상대방들의 비아냥을 받기도 하였지만 나중에 가서는 심신상 각성하게 되면서 도망치는 일이 사라졌다.  
액시아를 열었던 장본인이라는 이유로 히카와 이오나로부터 증오의 대상이 되기도 하였다. 그 이유는 환영제국에 의해서 언니를 잃었기 때문. 그러나 나중에 자신의 잘못을 뉘우치며 이오나 앞에서 사과하고 이오나 역시 히메를 증오했던 것을 뉘우치면서 서로 친해지게 되었다. 

## 큐어 프린세스
시라유키 히메가 프리큐어로 각성하여 변신하였던 모습. 
등장 대사는 천공에 흩날리는 푸른 바람! 큐어 프린세스!
전투면에서는 처음까지만 해도 도망을 잘가는 성격이라 실력이 전무후무할 정도로 적들로부터도 도망을 잘 친다는 비아냥을 받아왔으나 나중에 가서는 실력이 급상승하며 다른 프리큐어들과 동등함을 보인다. 

### 필살기
- 폼 체인지/샤베트 발레
- 폼 체인지/샤베트 발레
- 폼 체인지/이노센트 폼
- 폼 체인지/알로하와이